# Rudlov
Rudlov est un village de Slovaquie situé dans la région de Prešov.

## Histoire
Première mention écrite du village en 1402.

## Démographie

### Évolution de la population
| Année:               | 1994. | 2004.   | 2014.   | 2024.  |
| -------------------- | ----- | ------- | ------- | ------ |
| Nombre de personnes: | 586   | 638     | 680     | 731    |
| Différence:          |       | +8,87 % | +6,58 % | +7,5 % |

| Année:               | 2023. | 2024.   |
| -------------------- | ----- | ------- |
| Nombre de personnes: | 729   | 731     |
| Différence:          |       | +0,27 % |